# Mouhamed Ali Ndiaye
Mouhamed Ali Ndiaye (nacido el 26 de octubre de 1979) es un boxeador profesional italiano. Es un excampeón de peso súper mediano de la Unión Europea y compitió en dos ocasiones por el título europeo de peso súper mediano.

## Carrera profesional
Nació en Senegal pero fue criado en Italia. Ndiaye realiza su debut profesional el 1 de octubre de 2005, puntuando en la cuarta ronda, con nocaut contra Thomas Dodoo. De 2006 a 2007, Ndiaye gana tres títulos regionales IBF peso súper mediano.
Su primera oportunidad en obtener un campeonato importante —título de la Unión Europea en peso súper mediano— la obtiene el 14 de marzo de 2008. Combate que pierde por decisión dividida contra Lolenga Mock.
El 11 de noviembre de 2011, Ndiaye puntúa en la duodécima ronda contra Andrea Di Luisa y gana el título vacante de la Unión Europea en peso supermediano. Era su segundo intento.
Defiende este título contra el español, José María Guerrero Torvisco, el 26 de mayo de 2012, al que gana en la novena ronda.
Ndiaye se enfrenta por el título europeo vacante en peso supermedio, contra Christopher Rebrassé el 8 de junio de 2013, obteniendo un polémico empate.
Finalmente, Ndiaye pierde el título de la Unión Europea el 22 de marzo de 2014, por abandono en la cuarta ronda, contra Rebrassé, quien le arrebata el título.

## Registro de boxeo profesional
| No. | Resultado | Récord | Adversario                   | Tipo | Ronda, tiempo | Fecha              | Ubicación                                           | Notas                                                 |
| --- | --------- | ------ | ---------------------------- | ---- | ------------- | ------------------ | --------------------------------------------------- | ----------------------------------------------------- |
| 28  | Loss      | 24–3–1 | Giovanni De Carolis          | UD   | 12            | 2 de mayo de 2015  | Palasport Flaminio, Rimini, Italy                   | For IBF Inter-Continental super-middleweight title    |
| 27  | Win       | 24–2–1 | Norbert Szekeres             | PTS  | 6             | 24 Jan 2015        | Centro sportivo piscine Italcementi, Bergamo, Italy |                                                       |
| 26  | Loss      | 23–2–1 | Christopher Rebrassé         | TKO  | 4 (12)        | 22 Mar 2014        | Palazzetto dello Sport, Pontedera, Italy            | For vacant European super-middleweight title          |
| 25  | Draw      | 23–1–1 | Christopher Rebrassé         | SD   | 12            | 8 Jun 2013         | PalaPentassuglia, Brindisi, Italy                   | For vacant European super-middleweight title          |
| 24  | Win       | 23–1   | Jevgenijs Andrejevs          | PTS  | 6             | 23 Mar 2013        | Abano Terme, Italy                                  |                                                       |
| 23  | Win       | 12–1   | José María Guerrero Torvisco | RTD  | 9 (12), 3:00  | 26 de mayo de 2012 | Palazzetto dello Sport, Quartu Sant'Elena, Italy    | Retained European Union super-middleweight title      |
| 22  | Win       | 21–1   | Andrea Di Luisa              | TKO  | 12 (12)       | 11 Nov 2011        | Palazzetto dello Sport, Pontedera, Italy            | Won vacant European Union super-middleweight title    |
| 21  | Win       | 20–1   | Pavels Lotahs                | KO   | 2 (6)         | 16 Jul 2011        | Horse Country Resort, Arborea, Italy                |                                                       |
| 20  | Win       | 19–1   | Ruslans Pojonisevs           | UD   | 6             | 15 Apr 2011        | Palazzetto dello Sport, Capoterra, Italy            |                                                       |
| 19  | Win       | 18–1   | Sandor Ramocsa               | PTS  | 6             | 4 Dec 2010         | Palazzetto dello Sport, Decimomannu, Italy          |                                                       |
| 18  | Win       | 17–1   | Raúl Asencio                 | TKO  | 5 (6)         | 7 de mayo de 2010  | Palasport di Via D'Azeglio, Selargius, Italy        |                                                       |
| 17  | Win       | 16–1   | Jevgenijs Andrejevs          | UD   | 8             | 29 Jan 2010        | Palazzetto dello Sport, Pontedera, Italy            |                                                       |
| 16  | Win       | 15–1   | Mounir Sahli                 | KO   | 2 (6)         | 27 Mar 2009        | Palazzetto dello Sport, Palestrina, Italy           |                                                       |
| 15  | Win       | 14–1   | Roberto Cocco                | UD   | 10            | 10 Oct 2008        | Palazzetto dello Sport, Pontedera, Italy            | Won vacant Italy super-middleweight title             |
| 14  | Loss      | 13–1   | Lolenga Mock                 | SD   | 12            | 14 Mar 2008        | Idrætshal, Odense, Denmark                          | For vacant European Union super-middleweight title    |
| 13  | Win       | 13–0   | Houssein Hammouch            | TKO  | 2 (6)         | 22 Dec 2007        | Palestra ITIS Marconi, Latina, Italy                |                                                       |
| 12  | Win       | 12–0   | Sergey Kharchenko            | UD   | 12            | 26 Jun 2007        | Ponte Milvio, Rome, Italy                           | Retained IBF International super-middleweight title   |
| 11  | Win       | 11–0   | Sergey Khomitsky             | UD   | 12            | 9 Mar 2007         | Palazzetto Lagrange, Rome, Italy                    | Won vacant IBF International super-middleweight title |
| 10  | Win       | 10–0   | Ilir Mustafa                 | TKO  | 5 (12)        | 15 Dec 2006        | Teatro Tendastrisce, Rome, Italy                    | Won vacant IBF Mediterranean super-middleweight title |
| 9   | Win       | 9–0    | Serhiy Demchenko             | SD   | 10            | 10 Nov 2006        | Palazzetto dello Sport, Pontedera, Italy            | Won vacant IBF Youth super-middleweight title         |
| 8   | Win       | 8–0    | Zoran Plavsic                | TKO  | 3 (6)         | 27 Oct 2006        | Pomezia, Italy                                      |                                                       |
| 7   | Win       | 7–0    | Jevgenijs Andrejevs          | PTS  | 8             | 14 Jul 2006        | Stadio della Pallacorda, Rome, Italy                |                                                       |
| 6   | Win       | 6–0    | Matteo Sciacca               | TKO  | 3 (6)         | 9 Jun 2006         | Stadio della Pallacorda, Rome, Italy                |                                                       |
| 5   | Win       | 5–0    | Andriy Romanko               | KO   | 5 (6)         | 25 Mar 2006        | Palazzetto dello Sport, Rome, Italy                 |                                                       |
| 4   | Win       | 4–0    | Mihai Iorgu                  | KO   | 5 (6)         | 4 Mar 2006         | Rome, Italy                                         |                                                       |
| 3   | Win       | 3–0    | Mario Lupp                   | TKO  | 4 (6)         | 26 Dec 2005        | Palazzetto dello Sport, Rome, Italy                 |                                                       |
| 2   | Win       | 2–0    | Azedine Djerari              | PTS  | 6             | 28 Oct 2005        | Rome, Italy                                         |                                                       |
| 1   | Win       | 1–0    | Thomas Dodoo                 | KO   | 4 (4)         | 1 Oct 2005         | Santa Croce sull'Arno, Italy                        | Debut profesional                                     |